# Arnaud de Laporte
Arnaud II de Laporte (ur. 14 października 1737 w Wersalu, zm. 23 sierpnia 1792 w Paryżu) – francuski polityk i minister floty.

## Życiorys
Rodzina Laporte (lub de La Porte) była tradycyjnie związana z Wersalem. Jednym z jego wujów był Michel Richard Delalande, nadworny kompozytor Ludwika XIV. Jego dziadek Joseph Pellerin i ojciec Arnaud I de Laporte byli komisarzami floty, a wuj Joseph Pellerin Młodszy intendentem floty.
W roku 1755 rozpoczął pracę w biurze ojca, a rok później w wieku 18 lat wstąpił do marynarki. Następnie był intendentem w kilku miastach m.in. Breście i Bordeaux. W 1783 został intendentem handlu morskiego i zagranicznego.
Krótko był ministrem floty (13 lipca 1789 – 16 lipca 1789). Po zburzeniu Bastylii, 14 lipca, uciekł do Hiszpanii, lecz odpowiedział na wezwanie znajdującego się w krytycznej sytuacji króla i jako jeden z niewielu wrócił do Francji. Został intendentem Listy Królewskiej z pieniędzmi do zjednywania znanych i zdolnych ludzi koronie. Na tę listą płac zapisało się 1500 lojalnych ludzi korony; aktorów, śpiewaków i mówców; którzy mieli temperować rewolucyjny ferwor. Lista opiewała na 200 000 liwrów miesięcznie. W 1791 Laporte założył „klub Narodowy” na Carrousel. Nadzieje jakie dawała współpraca z Mirabeau, jednak szybko się rozwiały.
Gdy król i królowa uciekali w czerwcu 1791 do Varennes-en-Argonne, Laporte miał wytłumaczyć motywy ucieczki Konwentowi Narodowemu, co było zadaniem skrajnie niebezpiecznym. Po szturmie pałacu Tuileries, 10 sierpnia 1792, został aresztowany i 23 tego miesiąca zgilotynowany. Był drugą ofiarą tej maszyny. Królowi przysłano jego głowę do więzienia w Temple.
Jego syn Arnaud III de Laporte dostał w 1822 tytuł barona w podzięce za bohaterstwo ojca.